# Mundilfari (satelit)
Mundilfari sau Saturn XXV, este un satelit natural al lui Saturn. A fost descoperit de Brett J. Gladman⁠(d), et al. în 2000, și a primit denumirea temporară S/2000 S 9. Mundilfari are un diametru de aproximativ 7 kilometri, și îl orbitează pe Saturn la o distanță medie de 18.360 Mm în 928,806 zile, la o înclinație de 170° față de ecliptică (150° față de ecuatorul lui Saturn), într-o direcție retrogradă și cu o excentricitate de 0,198. Perioada sa de rotație este de 6.74±0.08 ore. 
Mundilfari s-ar putea să se fi format din resturile aruncate de pe Phoebe de impacturi mari la un moment dat în istoria Sistemului Solar.
A fost numit în august 2003 din mitologia nordică, unde Mundilfari⁠(d) este tatăl zeiței Sól (Soarele) și al zeului Mani (Luna).